# Chaillé-les-Marais
Chaillé-les-Marais est une commune française située dans le département de la Vendée, en région Pays de la Loire.
Commune de la région naturelle du Marais poitevin, elle est incluse dans le parc naturel régional du marais poitevin.

## Hydrographie

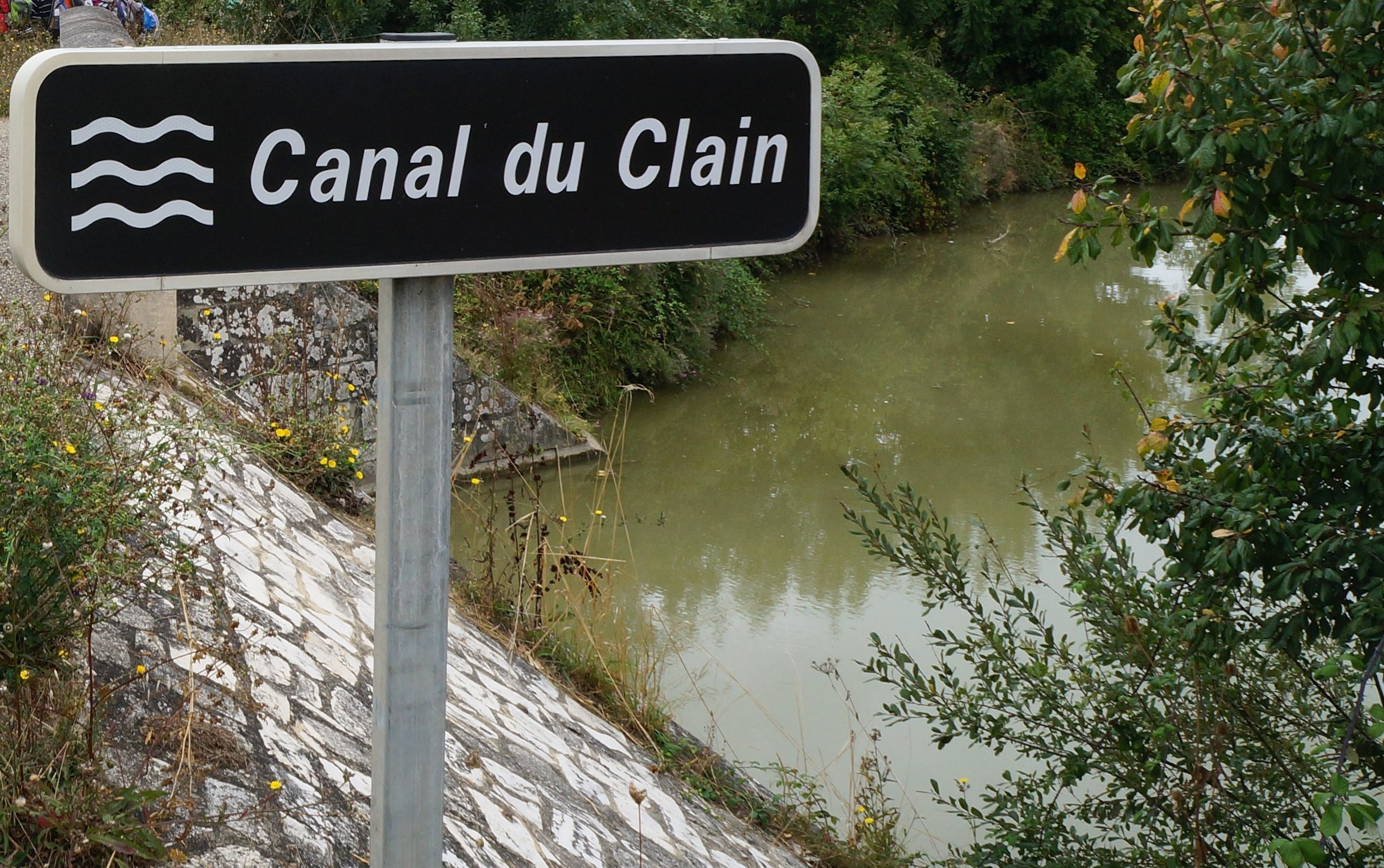
Chaillé-les-Marais : le canal du Clain.

Creusé en 1217, afin d'assécher le marais entre Chaillé-les-Marais et Marans, le canal des Cinq Abbés, long de neuf kilomètres, est le plus célèbre du Marais poitevin.
Son affluent, le canal du Clain, reçoit par un système de bondes le trop-plein des fossés intermédiaires, lors des crues.

## Géographie
Chaillé-les-Marais est une ancienne île du « golfe des Pictons » à l'origine du marais Poitevin. Cette butte calcaire est le centre du « marais desséché ».
Le territoire municipal de Chaillé-les-Marais s'étend sur 4 010 hectares. L'altitude moyenne de la commune est de 2 mètres, avec des niveaux fluctuant entre 0 et 23 mètres,.

### Lieux-dits de Chaillé-les-Marais
- Bel Air
- Bellegarde
- Bois Fontaine
- Bonfonds
- Chaillezais
- Choisival
- Cornon
- Gemonville
- Jamagne
- l'Asile
- l'Orvalle
- la Blanchardiere
- la Bonde
- la Bonde du Coteau
- la Bonninerie
- la Bosse
- la Cochelle
- la Coulonge
- la Fromentiere
- la Grande Boissiere
- la Grande Cabane
- la Grande Roussiere
- la Groix
- la Loge
- la Maison Commune
- la Maison Neuve
- la Petite Boissiere
- la Petite Roussiere
- la Pironnerie
- la Plaisance
- la Prise
- la Richardiere
- la Rivière aux Bœufs
- la Torse
- la Tremblaie
- le Booth
- le Bout du Rocher
- le Breuil Flacourt
- le Breuil Robert
- le Grand Plessis
- le Grand Vigneau
- le Gros Sillon
- le Marais Pacaud
- le Nieul
- le Pas des Vaches
- le Petit Breuil
- le Petit Logis
- le Petit Plessis
- le Petit Sableau
- le Pre Meunier
- le Saut de la Carpe
- Les Ablettes
- les Petites Ablettes
- les Pictons
- les Verdineries
- Maguelonne
- Terre Neuve.

### Communes limitrophes
| - OpenStreetMap Limite communale. |

| Nalliers                    | Mouzeuil-Saint-Martin      | Le Langon                       |
| Sainte-Radégonde-des-Noyers | Chaillé-les-Marais         | Vouillé-les-Marais              |
|                             | Marans (Charente-Maritime) | La Taillée (par un quadripoint) |

### Climat
Pour des articles plus généraux, voir Climat des Pays de la Loire et Climat de la Vendée.
En 2010, le climat de la commune est de type climat océanique altéré, selon une étude du CNRS s'appuyant sur une série de données couvrant la période 1971-2000. En 2020, Météo-France publie une typologie des climats de la France métropolitaine dans laquelle la commune est exposée à un climat océanique et est dans la région climatique  Littoral charentais et aquitain, caractérisée par une pluviométrie élevée en automne et en hiver, un bon ensoleillement, des hivers doux (6,5 °C), soumis à la brise de mer. 
Pour la période 1971-2000, la température annuelle moyenne est de 12,3 °C, avec une amplitude thermique annuelle de 14,1 °C. Le cumul annuel moyen de précipitations est de 773 mm, avec 12,3 jours de précipitations en janvier et 6 jours en juillet. Pour la période 1991-2020, la température moyenne annuelle observée sur la station météorologique de Météo-France la plus proche, sur la commune de Marans à 10 km à vol d'oiseau, est de 13,2 °C et le cumul annuel moyen de précipitations est de 739,6 mm,. Pour l'avenir, les paramètres climatiques de la commune estimés pour 2050 selon différents scénarios d'émission de gaz à effet de serre sont consultables sur un site dédié publié par Météo-France en novembre 2022.

## Urbanisme

### Typologie
Au 1er janvier 2024, Chaillé-les-Marais est catégorisée commune rurale à habitat dispersé, selon la nouvelle grille communale de densité à sept niveaux définie par l'Insee en 2022.
Elle est située hors unité urbaine. Par ailleurs la commune fait partie de l'aire d'attraction de La Rochelle, dont elle est une commune de la couronne,. Cette aire, qui regroupe 72 communes, est catégorisée dans les aires de 200 000 à moins de 700 000 habitants,.

### Occupation des sols
L'occupation des sols de la commune, telle qu'elle ressort de la base de données européenne d’occupation biophysique des sols Corine Land Cover (CLC), est marquée par l'importance des territoires agricoles (94,8 % en 2018), en diminution par rapport à 1990 (96,3 %). La répartition détaillée en 2018 est la suivante : 
terres arables (64,3 %), prairies (17 %), zones agricoles hétérogènes (13,5 %), zones urbanisées (5,2 %). L'évolution de l’occupation des sols de la commune et de ses infrastructures peut être observée sur les différentes représentations cartographiques du territoire : la carte de Cassini (XVIIIe siècle), la carte d'état-major (1820-1866) et les cartes ou photos aériennes de l'IGN pour la période actuelle (1950 à aujourd'hui).

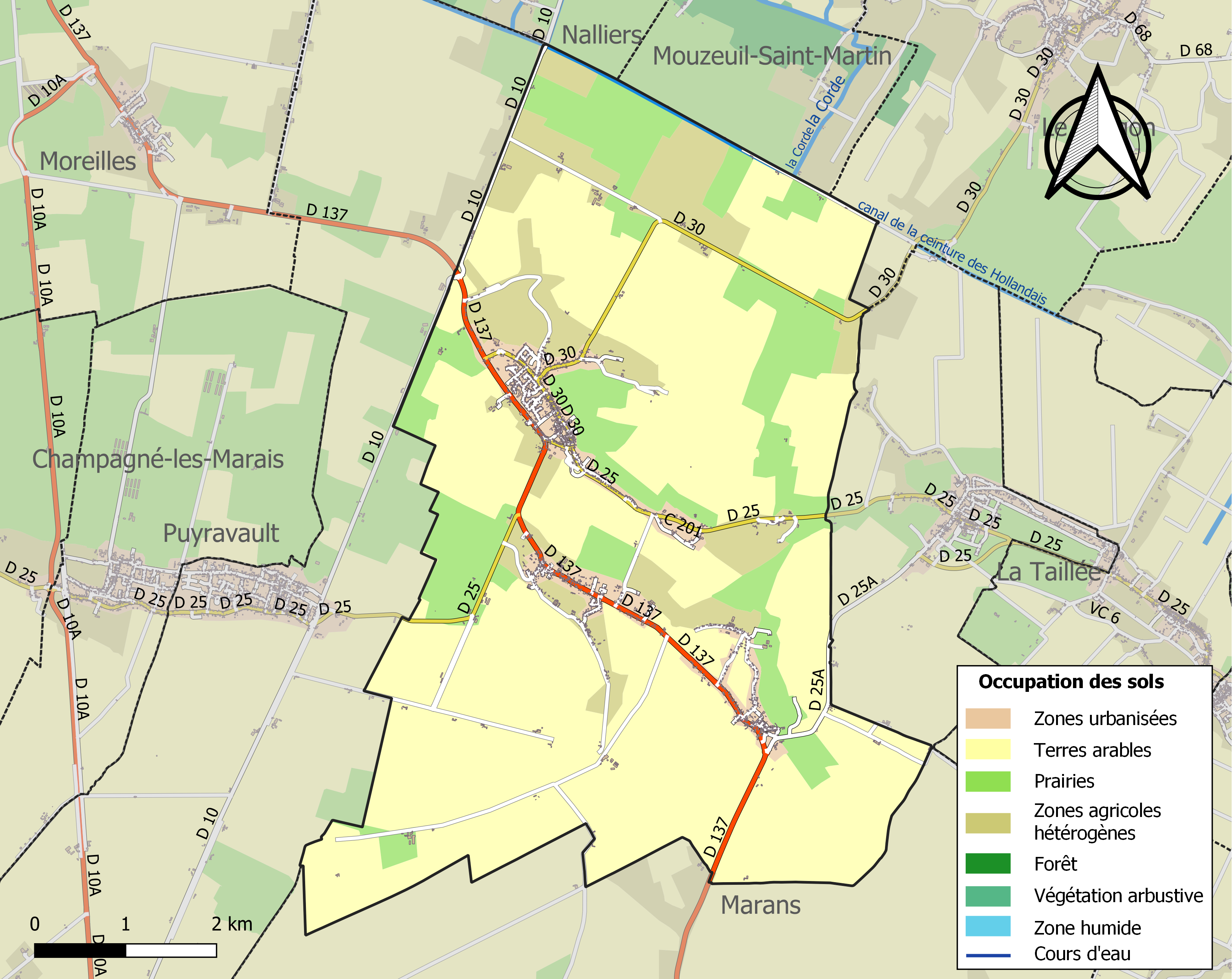
Carte des infrastructures et de l'occupation des sols de la commune en 2018 (CLC).

## Toponymie
L'origine du nom Chaillé découle de l'ancien français du Bas-Poitou, où "Chaill" ou "chail" désigne un caillou ou un rocher. Ce terme fait directement référence à la topographie du terrain, étant donné que l'îlot calcaire de Chaillé domine le marais.
Au XIIIe siècle, le village était désigné sous les noms de "Challec" ou "Chaillec", puis au XVe siècle sous celui de "Challeium", pour finalement adopter le nom de "Chaillé" au XVIIe siècle. Cette évolution linguistique reflète l'évolution de la désignation de la localité, tout en faisant allusion à son environnement géographique spécifique. En poitevin, la commune est appelée Challàe.

## Histoire

### Origines
Chaillé-les-Marais, autrefois connu sous le nom d'« île Carriot », était à l'origine un îlot calcaire situé au sein d'un vaste golfe marin nommé le Golfe des Pictons, comme certaines communes avoisinantes. Ce territoire, balayé par les flots de l'océan, comprenait également deux autres îlots plus petits, Aisne et Le Sableau. La configuration topographique de cette île laisse supposer qu'elle abritait un port dès l'époque romaine.
Au cours des siècles qui ont suivi, les retraits progressifs de la mer ont laissé place à d'immenses marais insalubres ainsi qu'à de hautes falaises, caractéristiques qui perdurent encore de nos jours.

### Moyen-âge et assèchement du Marais
Des vestiges de l'époque médiévale subsistent sous la forme d'une ancienne motte féodale, témoignant du passé féodal de la région. Sous l'impulsion des abbayes influentes de la zone, ces territoires ont été transformés en terres fertiles après la réalisation d'importants travaux de drainage. En 1217, Pierre de Volvire, seigneur de Chaillé, a accordé l'autorisation aux abbés de cinq abbayes locales - Saint-Michel, l'Absie, Saint-Maixent, Maillezais et Nieul - d'entreprendre la construction d'un canal, connu sous le nom de canal des cinq abbés.
En 1283, pour résoudre les conflits d'intérêts entre les habitants de Fontenay et ceux des villages environnants, les commissaires du roi Philippe le Hardi ont décidé de faire creuser un canal périphérique, appelé l'achenal le Roy (actuellement la ceinture des hollandais). Il conviendrait d'étudier la transition de l'achenal le Roy au canal des Hollandais, un sujet sur lequel Bradley a travaillé.
Au XVIIe siècle, une nouvelle dynamique a été donnée au drainage des marais, favorisée par une conjoncture économique propice et une forte croissance démographique. L'initiative revient à Pierre Siette, ingénieur et géographe du roi à La Rochelle. Ces travaux ont été supervisés et entretenus par des sociétés de marais, la plus ancienne d'entre elles étant créée en 1646 sous le nom de syndicat des Marais du Petit Poitou, dont le siège est toujours situé à Chaillé, à la "Maison du Maître de Digues".

### Révolution française
À Chaillé-les-Marais, la période révolutionnaire débute le 1er mars 1789. À la suite de la convocation des États généraux, les officiers municipaux rassemblent les citoyens après la messe paroissiale pour rédiger et signer leurs « cahiers de doléances » et pour élire quatre députés chargés de les représenter à la Sénéchaussée de Fontenay, le 6 mars suivant. Les députés désignés sont M. Merland de Chaillé, conseiller du roi au siège de Fontenay, Michel Philippe Tillier, Hilaire Martineau et Pierre Mingaud. Le cahier de doléances de Chaillé-les-Marais est préservé et consultable aux archives départementales de La Roche-sur-Yon. La paroisse de Chaillé-les-Marais exprime un soutien aux idées nouvelles, telles que l'abolition des privilèges. Le directeur, M. Arrivé de Boineuf, ainsi que certains propriétaires du « Marais du Petit Poitou », initialement réticents, finissent par consentir à les abandonner, bien que certains privilèges subsisteront jusqu'à la moitié du XXe siècle.
Le 31 janvier 1790, les 1559 résidents de la paroisse de Chaillé-les-Marais se sont réunis dans leur église afin d'élire leur premier maire, M. Martineau, ainsi que cinq membres municipaux, douze notables et un procureur. Le 24 mai de la même année, ils ont exprimé leur gratitude envers l'Assemblée nationale pour avoir désigné leur municipalité comme chef-lieu de canton.
À plusieurs occasions, les habitants de Chaillé-les-Marais, y compris le curé Bontems et son vicaire Clément, ont prêté serment de fidélité à la nation. En 1795, le vicaire Clément, réfugié à Saint-Pompain, a demandé à être exempté de son serment pour des raisons de conscience. Cependant, ce document, conservé dans les archives municipales pendant deux siècles, est introuvable depuis une dizaine d'années. Le curé Bontems, pour sa part, est demeuré auprès de ses paroissiens, célébrant les messes jusqu'à ce qu'il soit empêché de le faire sur dénonciation pendant l'interdiction des cultes religieux. Finalement, il s'est porté volontaire pour faciliter le rétablissement du culte catholique.
En janvier 1792, la paroisse fut subdivisée en 5 sections, jetant ainsi les bases du futur cadastre qui ne serait tracé qu'en 1834. La conscription ne sembla pas poser de difficulté apparente. La garde nationale, qui englobait les gardes côtière, municipale, puis cantonale, fut formée ; Champagné comptait 229 citoyens actifs, Chaillé 157, Puyravault 87, Sainte-Radégonde 122 et Vouillé 120.
À plusieurs occasions, notamment en 1793 et 1794, elle fut sollicitée pour la défense de Luçon, Saint-Hermant et Fontenay-le-Peuple lorsqu'elles furent attaquées par les contre-révolutionnaires. Pendant ces périodes de menace, afin d'empêcher les "brigands" de pénétrer dans le marais, des travailleurs furent dépêchés pour couper le pont de Moreilles, et la municipalité demanda même du renfort à la ville de Marans.
En août 1794, en tant que réfugiés, les administrateurs citoyens du district de Fontenay le Peuple tinrent des séances extraordinaires à Chaillé, érigeant ainsi cette commune en chef-lieu du département pour quelques jours.

### XIXesiècle
Le souci du bien-être des citoyens a toujours revêtu une importance primordiale pour les dirigeants de Chaillé-les-Marais, qui ont cherché à mettre en place diverses mesures en ce sens. Dans cette optique, ils ont envisagé la nomination d'un régent chargé de l'éducation de la jeunesse locale, ainsi que l'organisation de foires et de marchés, dont les dates ont été coordonnées avec les principaux villages environnants.
Dans le dessein de permettre à certains administrés d'accéder à la propriété, des terrains communaux ont été aménagés en lots, donnant ainsi naissance aux villages de « L’An VI » et de « L’An VI I ».
Comme il est de coutume dans de nombreux villages français, les habitants de Chaillé-les-Marais ont symbolisé leur attachement aux idéaux républicains en plantant un arbre de la liberté. À diverses occasions, notamment en octobre 1792 et en décembre 1793, de nouveaux arbres ont été plantés pour remplacer ceux qui étaient tombés en décrépitude. En outre, en 1848, un nouvel arbre a été érigé, bien que sa symbolique ait été éclipsée après le coup d'État du 2 décembre 1851.
Conformément à la loi du 8 janvier 1792, une gendarmerie a été mise en place dans le canton, initialement établie à Moreilles avant de trouver sa résidence permanente dans le chef-lieu. Au fil des années, des améliorations ont été apportées à ses installations, culminant avec son déménagement dans une nouvelle caserne en 1983.
L'essor de la commune de Chaillé-les-Marais a été largement favorisé par l'élevage et l'agriculture, en particulier la culture de la fève, dont une partie était vendue à l'arsenal de Rochefort-sur-Mer. Les échanges commerciaux ont été 'stimulés par l'organisation de foires et de marchés, tandis que les routes telles que la route 137 ont joué un rôle essentiel dans la connectivité de la région.
En matière d'infrastructures, des projets tels que l'ouverture d'une route en direction du Langon en 1848 ont été entrepris, bien que certains aient été contestés, comme celui en direction de Nalliers en 1851. Malgré les obstacles, le développement s'est poursuivi, avec la construction d'une ligne de chemin de fer, bien que son tracé ait été source de désaccords.
Les défis d'urbanisme ont également été abordés, notamment avec l'agrandissement du cimetière pour répondre aux besoins croissants de la population. De même, la reconstruction de l'église menaçant ruine a été entreprise, avec des travaux achevés en 1868 sous la direction de l'architecte Victor Clair.

### XXesiècle
Pendant la Première Guerre mondiale, la communauté de Chaillezais a subi de lourdes pertes, avec 84 de ses membres qui ont péri dans le conflit, entraînant des tragédies dans de nombreuses familles.
Durant la Seconde Guerre mondiale, l'impact sur la population fut moins sévère, avec seulement deux habitants tombant en résistance, tandis que d'autres ont été durablement affectés par les actions de l'occupant.

### XXIesiècle
Au début du XXIe siècle, le territoire de Chaillé-les-Marais, sous la gestion de diverses sociétés spécialisées dans l'aménagement des zones marécageuses, est principalement consacré à la culture céréalière. Les rendements actuels surpassent de loin ceux obtenus par les moines, qui furent parmi les premiers à assécher ces terres. En outre, ces sols sont favorables à la culture du melon, alternant avec des cultures telles que le maïs, le tournesol et le blé. La transformation économique de la région a conduit à la disparition de la plupart des commerces et entreprises qui y étaient établis.

### Héraldique
| Blason | Blasonnement : Écartelé : au premier, d'or au château de gueules, ouvert et ajouré du champ, maçonné de sable ; au deuxième, d'azur à l'île d'argent ; au troisième, d'azur à l'anguille d'argent ondoyant en pal ; au quatrième, d'or à la fasce fuselée de gueules de cinq pièces. |

## Population et société

### Démographie

#### Évolution démographique
L'évolution du nombre d'habitants est connue à travers les recensements de la population effectués dans la commune depuis 1793. Pour les communes de moins de 10 000 habitants, une enquête de recensement portant sur toute la population est réalisée tous les cinq ans, les populations de référence des années intermédiaires étant quant à elles estimées par interpolation ou extrapolation. Pour la commune, le premier recensement exhaustif entrant dans le cadre du nouveau dispositif a été réalisé en 2008.

En 2022, la commune comptait 1 909 habitants, en stagnation par rapport à 2016 (Vendée : +5,33 %, France hors Mayotte : +2,11 %).
| 1793  | 1800  | 1806  | 1821  | 1831  | 1836  | 1841  | 1846  | 1851  |
| ----- | ----- | ----- | ----- | ----- | ----- | ----- | ----- | ----- |
| 1 702 | 1 748 | 1 809 | 1 998 | 2 084 | 2 136 | 2 296 | 2 402 | 2 454 |

| 1856  | 1861  | 1866  | 1872  | 1876  | 1881  | 1886  | 1891  | 1896  |
| ----- | ----- | ----- | ----- | ----- | ----- | ----- | ----- | ----- |
| 2 495 | 2 487 | 2 377 | 2 368 | 2 405 | 2 372 | 2 330 | 2 296 | 2 196 |

| 1901  | 1906  | 1911  | 1921  | 1926  | 1931  | 1936  | 1946  | 1954  |
| ----- | ----- | ----- | ----- | ----- | ----- | ----- | ----- | ----- |
| 2 162 | 2 151 | 1 992 | 1 690 | 1 677 | 1 600 | 1 589 | 1 564 | 1 583 |

| 1962  | 1968  | 1975  | 1982  | 1990  | 1999  | 2006  | 2008  | 2013  |
| ----- | ----- | ----- | ----- | ----- | ----- | ----- | ----- | ----- |
| 1 556 | 1 443 | 1 292 | 1 486 | 1 553 | 1 599 | 1 782 | 1 834 | 1 921 |

| 2018  | 2022  | - | - | - | - | - | - | - |
| ----- | ----- | - | - | - | - | - | - | - |
| 1 884 | 1 909 | - | - | - | - | - | - | - |

#### Pyramide des âges
En 2018, le taux de personnes d'un âge inférieur à 30 ans s'élève à 29,4 %, soit en dessous de la moyenne départementale (31,6 %). À l'inverse, le taux de personnes d'âge supérieur à 60 ans est de 32,4 % la même année, alors qu'il est de 31,0 % au niveau départemental.
En 2018, la commune comptait 926 hommes pour 958 femmes, soit un taux de 50,85 % de femmes, légèrement inférieur au taux départemental (51,16 %).
Les pyramides des âges de la commune et du département s'établissent comme suit.
| Hommes | Classe d’âge | Femmes |
| ------ | ------------ | ------ |
| 1,7    | 90 ou +      | 4,7    |
| 6,9    | 75-89 ans    | 13,0   |
| 19,7   | 60-74 ans    | 18,6   |
| 21,9   | 45-59 ans    | 19,7   |
| 17,6   | 30-44 ans    | 17,1   |
| 13,7   | 15-29 ans    | 11,0   |
| 18,5   | 0-14 ans     | 15,9   |

| Hommes | Classe d’âge | Femmes |
| ------ | ------------ | ------ |
| 0,8    | 90 ou +      | 2,2    |
| 8,7    | 75-89 ans    | 11,1   |
| 20,3   | 60-74 ans    | 21,3   |
| 20     | 45-59 ans    | 19,4   |
| 17,5   | 30-44 ans    | 16,8   |
| 15     | 15-29 ans    | 13,2   |
| 17,7   | 0-14 ans     | 16,1   |

## Culture locale et patrimoine

### Lieux et monuments
- Église Sainte-Marie-Madeleine
- Pompe à eau, rue du 11-Novembre
- Le théâtre Jean-Baptiste
- Le monument aux morts

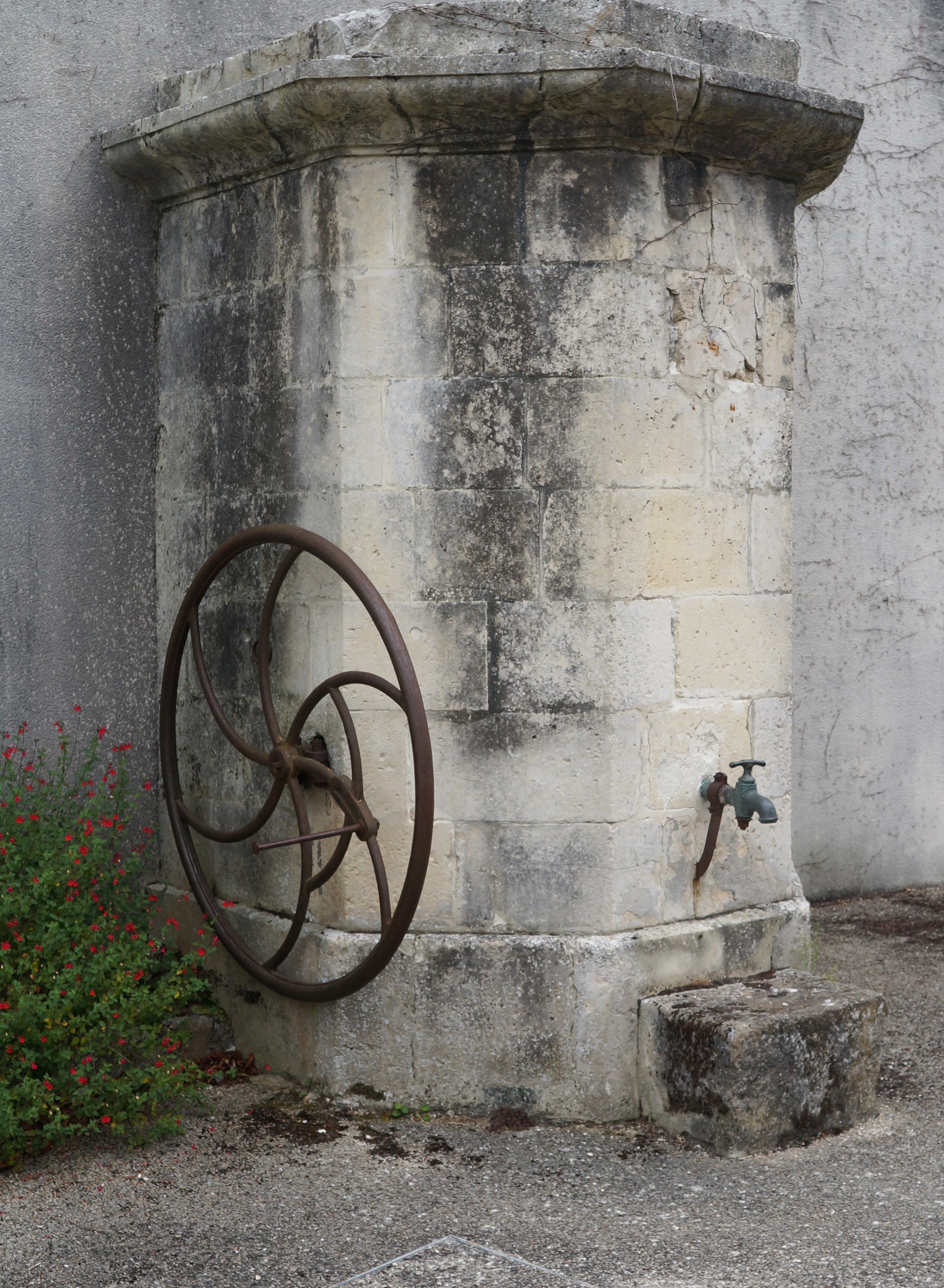
Pompe à eau, rue du 11-Novembre.
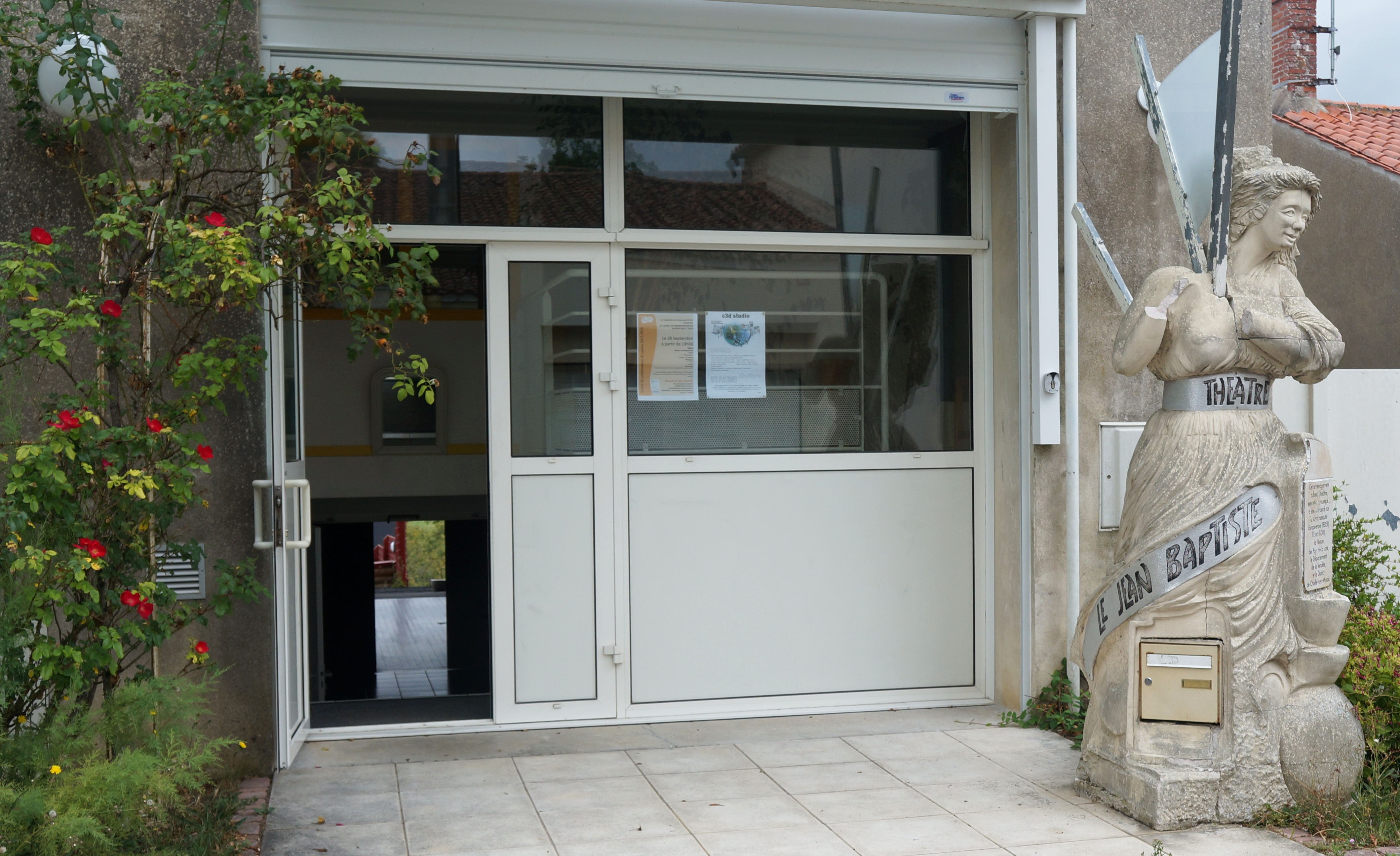
Théâtre Jean-Baptiste, rue du 11-Novembre.
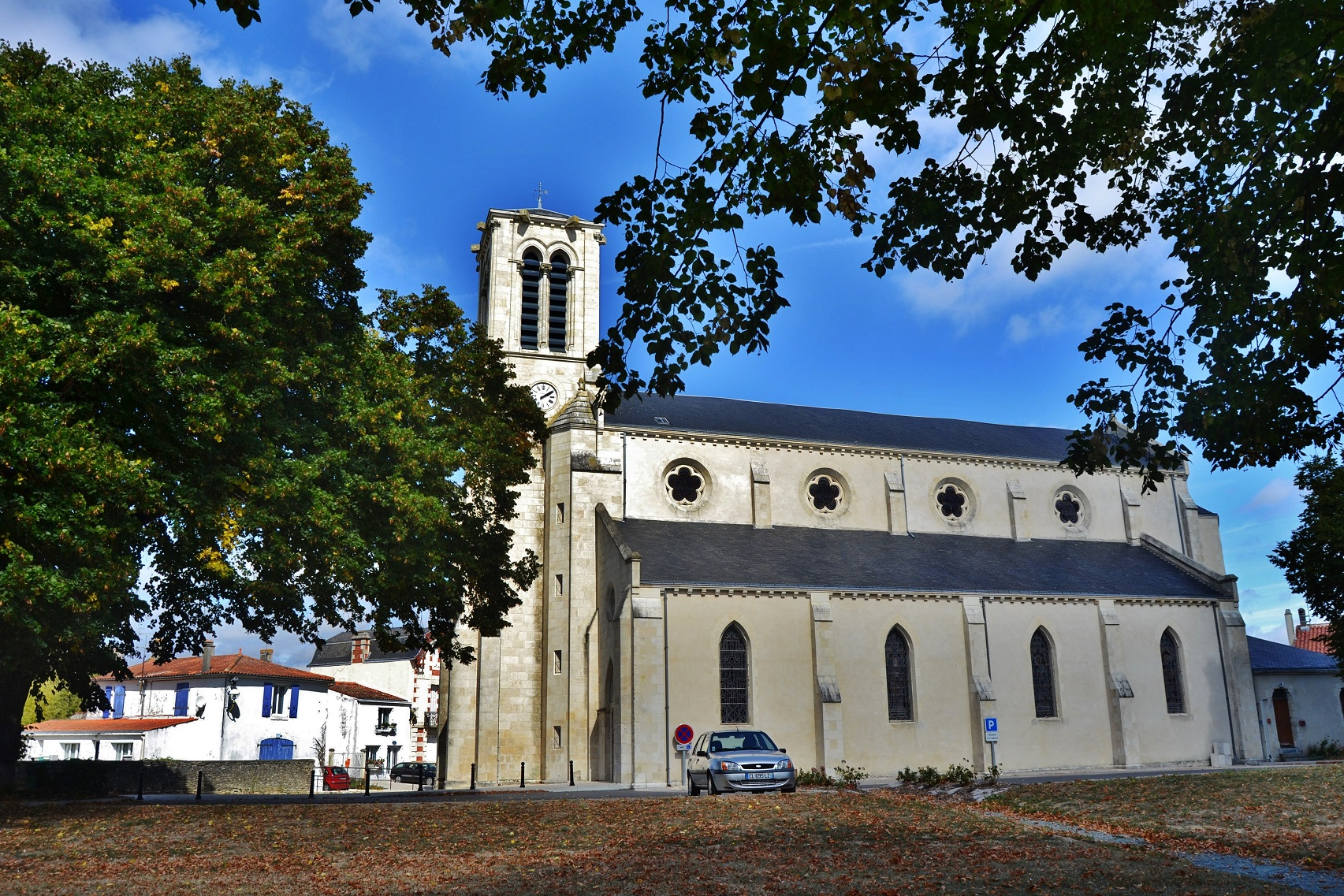
Église Sainte-Marie-Madeleine.
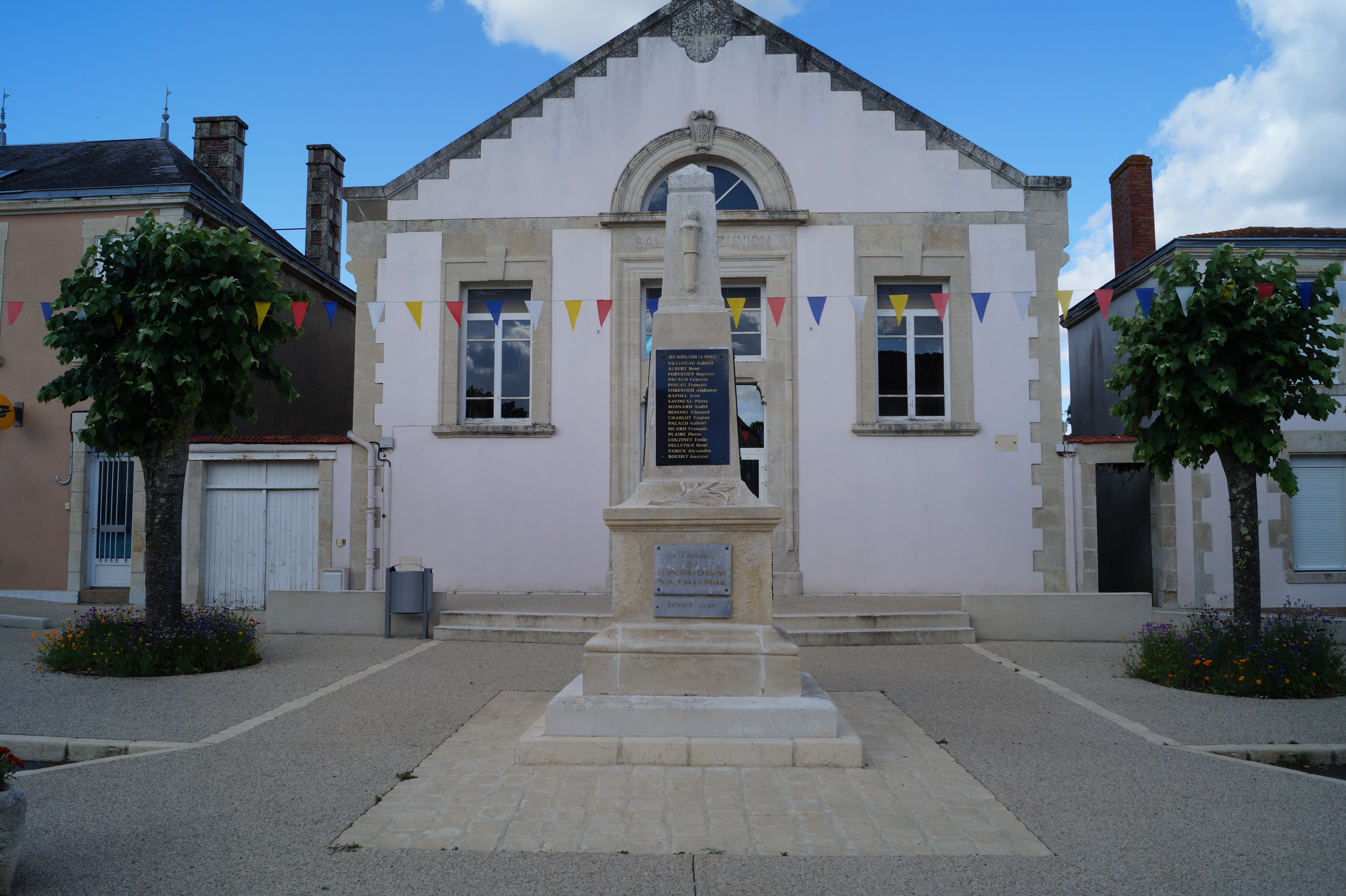
Monument aux morts.

## Personnalités
- Pierre-Ferdinand Simon MEP (1855-1893), évêque missionnaire en Birmanie.